# День незалежності Естонії

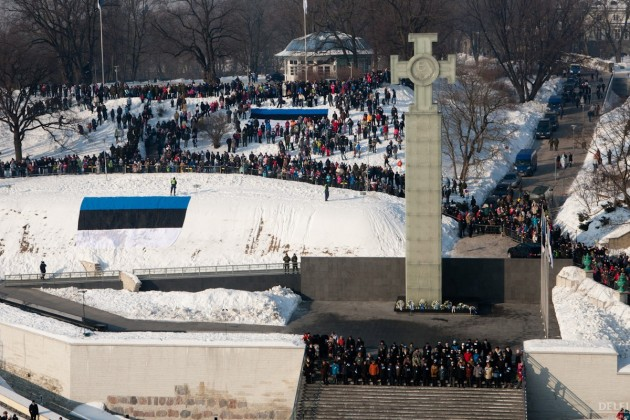
Парад з нагоди Дня Незалежності на площі Свободи у Таллінні, 24.02.2011

День незалежності Естонії (ест. Eesti Vabariigi aastapäev) — національне свято Естонії, яке щорічно відзначається 24 лютого на честь проголошення в Таллінні у 1918 році «Маніфесту до всіх народів Естонії». Цього дня зазвичай відбуваються військові паради, урочисті концерти та дипломатичні прийоми.

## Історія
День Незалежності визнається найважливішим державним святом. Офіційно встановлене 12 лютого 1919 року, коли Тимчасовий уряд Естонії ухвалив «вважати 24 лютого Днем проголошення Республіки». Тобто, це день, коли була оголошена незалежність в столиці. Окрім 24 лютого в Естонії відзначаються й інші важливі дати в історії Естонії.

### 28 листопада 1917 року

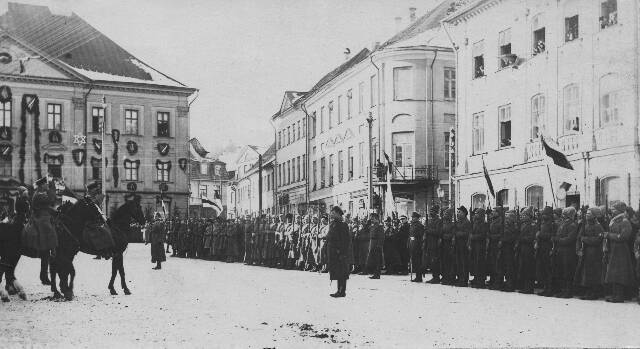
Парад з нагоди Дня Незалежності, Тарту 24.02.1919. Фото: Eesti Sõjamuuseum

28 листопада 1917 року в замку Тоомпеа зібралась Земська рада Естляндії, яка проголосила себе єдиним і найвищим органом влади в Естляндській губернії і закликала до виборів у Естонські Установчі збори.

### 23 лютого 1918 року
23 лютого 1918 року в Пярну було проголошено Маніфест до всіх народів Естонії зі змісту якого випливало, що Естонія є незалежною демократичною державою.

### 24 лютого 1918 року
24 лютого 1918 року Маніфест до всіх народів Естонії оголошено в столиці республіки — місті Таллінні.

### 23 червня 1919 року
23 червня 1919 року в Війні за незалежність естонське військо у битві під Винну перемогло німецьку дивізію. Ця подія відзначається в Естонії як День Перемоги.

### 2 лютого 1920 року
2 лютого 1920 року між Естонською Республікою та Радянською Росією був підписаний Тартуський мирний договір, згідно з яким Естонія вперше в своїй історії стала суб'єктом міжнародного права де-юре.

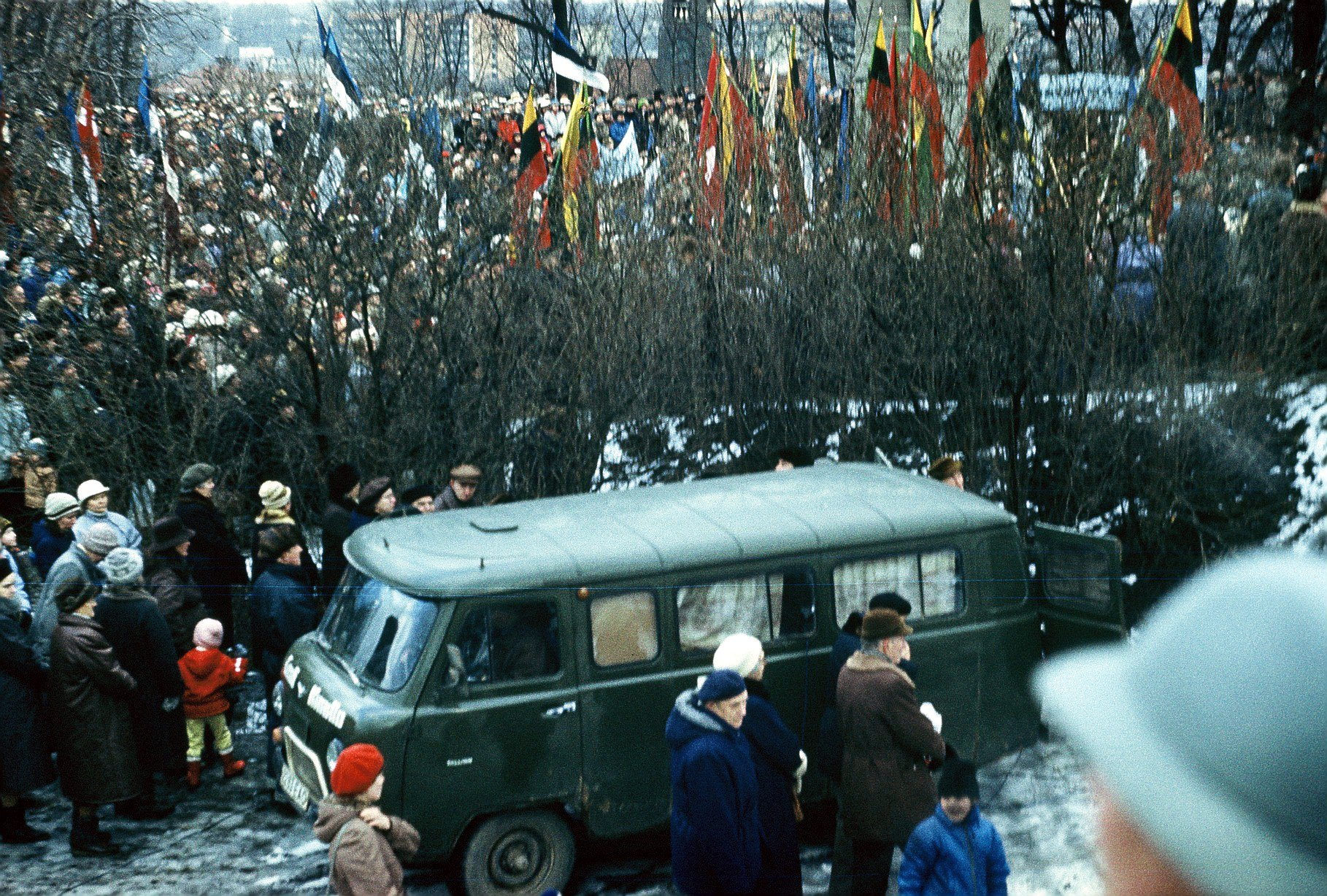
Святкування Дня Незалежності в Тарту, 24.02.1989 р.

### 8 травня 1990 року
8 травня 1990 року вважається останнім днем існування Верховної ради Естонії. Цього дня Верховною радою був прийнятий закон «Про Естонську символіку», який визначив державними кольорами Естонії синій, чорний та білий. Також була відновлена дія параграфів 1,2,4,5 і 6 Конституції Естонії 1938 року. Перший з них говорить, що «Естонія — самостійна і незалежна держава, найвища влада в якій належить народу». Запропоновані Москвою спроби зберегти Радянський союз на основі конфедеративної угоди були відкинуті естонським керівництвом.

### 20 серпня 1991 року
20 серпня 1991 року в Таллінн прибули відділи 76-ї Псковської десантно-штурмової дивізії. Добровольцями була організована охорона Вишгороду в Таллінні (Тоомпеа) і Будинку радіо і телебачення. Народний фронт Естонії на Площі Свободи скликав мітинг, який поставив вимогу відновити незалежність Естонії. Цього ж дня, пізно ввечері — о 23:02, Верховна рада Естонії спільно з керівництвом Конгресу Естонії ухвалила рішення «Про незалежність Естонської держави та утворення Конституційної асамблеї», тим самим проголосивши відновлення незалежності Естонії.

## Святкування Дня Незалежності

### 2023
24 лютого 2023 року, на відзначення 105-ї річниці Незалежності до Естонії прибули Президент Європейської комісії Урсула фон дер Ляєн та Генеральний секретар НATO Єнс Столтенберг. На запрошення Президента Парламенту Естонії Юрі Ратаса, до Естонії прибув народний депутат України, керівник міжпарламентської групи співробітництва Арсеній Пушкаренко, який відвідав захід урочистого підняття державного прапора Естонської Республіки над Рійгікогу.

## Цікаві факти

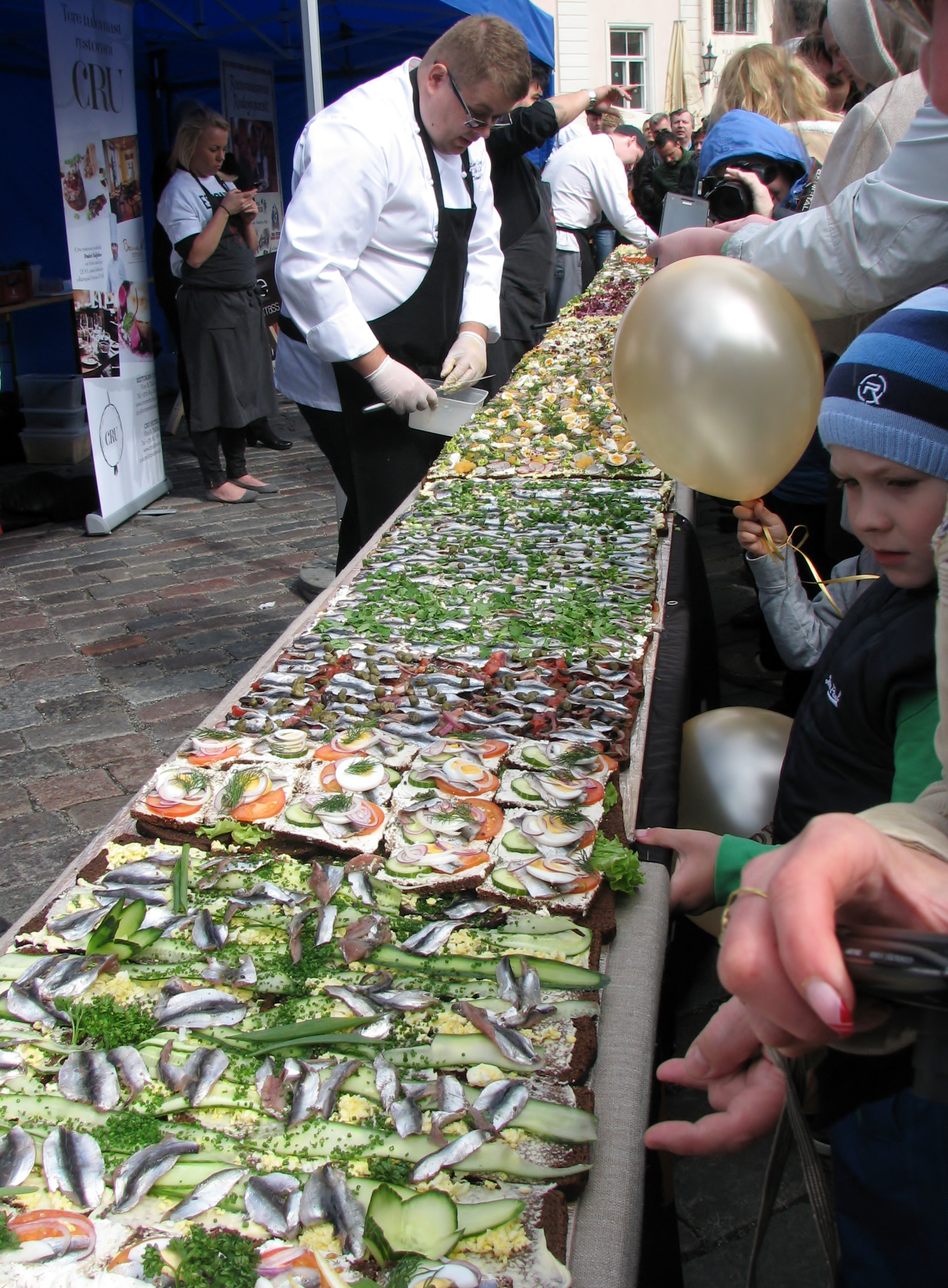
Бутерброди з кількою (килувийлейб)

Святкування дня незалежності також асоціюється із вживанням килувийлейба (ест. kiluvõileib) — бутерброду з житнього хліба із солоною кількою і вареним яйцем, що спочатку з'явився в Ревелі у XVIII столітті і популяризованого естонським купцем Вольдемаром Серенсеном наприкінці XIX століття. На святковому столі також часто бувають вастлакуклі – масляні булочки, які традиційно подають на естонське свято «Вастлав'ї.